# Рађимин
Рађимин (пољ. Radzymin) - град у Мазовском војводству, до 1998. године у варшавском војводству. Овај град се налази на око 10 km од Воломина и око 25 km од Варшаве. Рађмин је и средиште општине Рађимин. 

## Демографија
| 2012.  |
| ------ |
| 10.993 |